# El Zorro blanco
Pour plus de détails, voir Fiche technique et Distribution.
El Zorro blanco est un film mexicain réalisé par José Luis Urquieta et sorti en 1978.

## Fiche technique
- Titre original : El Zorro blanco
- Réalisation : José Luis Urquieta
- Scénario : Adolfo Martínez Solares
- Photographie : Armando Castillón[2]
- Musique : Ernesto Cortázar
- Production : José David Agrasánchez, Ernesto Solís
- Société(s) de production : Producciones Fílmicas Agrasánchez S.A., Solis Hermanos S.A.
- Pays d’origine :  Mexique
- Langue originale : espagnol
- Format : couleur
- Genre : aventure, drame
- Durée : 82 minutes[3]
- Dates de sortie :
  - Mexique : 21 avril 1978[3]

## Distribution
- Juan Miranda : El Zorro blanco
- Hilda Aguirre
- Carlos Agostí
- Ernesto Solís
- René Agrasánchez
- Rebeca Sixtón
- Antonio Moreno
- Josefina Sosa
- Luis A. Elizondo
- Freddy Fernández